# Ingeniería cultural
Aunque en España el término es poco utilizado, en otros países como Francia sí que se usa desde hace bastante tiempo, sobre todo ligado a la idea de mediación. A diferencia de la gestión cultural, que se sostiene sobre planteamientos de tipo empresarial, la ingeniería está más encaminada hacia la resolución de problemas de origen cultural y hacia el diseño creativo de proyectos aplicados al ámbito del desarrollo social y comunitario.
Según se especifica en el único máster universitario que se imparte en España, los ingenieros culturales son aquellos profesionales que, con un conocimiento multidisciplinar y un estudio previo del contexto en el que han de desarrollar su actividad, están en condiciones de pensar el futuro elaborando proyectos y construyendo realidades en las que la cultura intervenga como elemento fundamental de innovación, dinamización y bienestar individual y social. 
Ejemplos de posibles proyectos: la reactivación económica de áreas deprimidas; la elaboración de estrategias educativas; el diseño de espacios de socialización; la formulación de propuestas en el ámbito de la industria; el asesoramiento técnico y ético de instituciones o empresas; etc.